# Reino Unido en los Juegos Paralímpicos de Sídney 2000
El Reino Unido estuvo representado en los Juegos Paralímpicos de Sídney 2000 por un total de 214 deportistas, 140 hombres y 74 mujeres.

## Medallistas
El equipo paralímpico británico obtuvo las siguientes medallas:
| Nombre                                                                    | Deporte                   | Evento                                           |
| ------------------------------------------------------------------------- | ------------------------- | ------------------------------------------------ |
| Oro                                                                       |                           |                                                  |
| Tanni Grey-Thompson                                                       | Atletismo                 | 100 m T53 femenino                               |
| Tanni Grey-Thompson                                                       | Atletismo                 | 200 m T53 femenino                               |
| Tanni Grey-Thompson                                                       | Atletismo                 | 400 m T53 femenino                               |
| Tanni Grey-Thompson                                                       | Atletismo                 | 800 m T53 femenino                               |
| Caroline Innes                                                            | Atletismo                 | 200 m T36 femenino                               |
| Caroline Innes                                                            | Atletismo                 | 400 m T36 femenino                               |
| Hazel Simpson                                                             | Atletismo                 | 100 m T36 femenino                               |
| Deborah Brennan                                                           | Atletismo                 | 200 m T34 femenino                               |
| Sally Reddin                                                              | Atletismo                 | Peso F52-54 femenino                             |
| Lloyd Upsdell                                                             | Atletismo                 | 100 m T35 masculino                              |
| Lloyd Upsdell                                                             | Atletismo                 | 200 m T35 masculino                              |
| Noel Thatcher                                                             | Atletismo                 | 5000 m T12 masculino                             |
| Robert Matthews                                                           | Atletismo                 | 10 000 m T11 masculino                           |
| Christopher Martin                                                        | Atletismo                 | Disco F33 masculino                              |
| Kenny Churchill                                                           | Atletismo                 | Jabalina F37 masculino                           |
| Stephen Miller                                                            | Atletismo                 | Maza F51 masculino                               |
| Nigel Murray                                                              | Bochas                    | Individual BC2 mixto                             |
| Lee Pearson                                                               | Hípica                    | Doma individual grado I mixto                    |
| Lee Pearson                                                               | Hípica                    | Doma individual estilo libre grado I mixto       |
| Nicola Tustain                                                            | Hípica                    | Doma individual estilo libre grado II mixto      |
| Kay Gebbie                                                                | Hípica                    | Doma individual estilo libre grado IV mixto      |
| Anne Dunham Kay Gebbie Lee Pearson Nicola Tustain                         | Hípica                    | Doma por equipos clase abierta mixto             |
| Emma Brown                                                                | Levantamiento de potencia | –82,5 kg femenino                                |
| Anthony Peddle                                                            | Levantamiento de potencia | –48 kg masculino                                 |
| Margaret McEleny                                                          | Natación                  | 50 m braza SB3 femenino                          |
| Victoria Broadribb                                                        | Natación                  | 50 m libre S2 femenino                           |
| Melanie Easter                                                            | Natación                  | 400 m libre S12 femenino                         |
| Emily Jennings                                                            | Natación                  | 100 m mariposa S9 femenino                       |
| David Roberts                                                             | Natación                  | 50 m libre S7 masculino                          |
| David Roberts                                                             | Natación                  | 100 m libre S7 masculino                         |
| Sascha Kindred                                                            | Natación                  | 100 m braza SB7 masculino                        |
| Sascha Kindred                                                            | Natación                  | 200 m estilos SM6 masculino                      |
| James Crisp                                                               | Natación                  | 100 m espalda S9 masculino                       |
| James Crisp                                                               | Natación                  | 200 m estilos SM9 masculino                      |
| Andrew Lindsay                                                            | Natación                  | 100 m espalda S7 masculino                       |
| Kenneth Cairns                                                            | Natación                  | 100 m libre S3 masculino                         |
| Giles Long                                                                | Natación                  | 100 m mariposa S8 masculino                      |
| Jody Cundy                                                                | Natación                  | 100 m mariposa S10 masculino                     |
| David Roberts Matthew Walker Giles Long James Crisp Jody Cundy Marc Woods | Natación                  | 4 × 100 m libre (34 ptos.) masculino             |
| Isabel Newstead                                                           | Tiro                      | Pistola de aire SH1 femenino                     |
| Anita Chapman                                                             | Tiro de arco              | Individual de pie femenino                       |
| Plata                                                                     |                           |                                                  |
| Caroline Innes                                                            | Atletismo                 | 100 m T36 femenino                               |
| Tracey Hinton                                                             | Atletismo                 | 800 m T12 femenino                               |
| Janice Lawton                                                             | Atletismo                 | Disco F33-34 femenino                            |
| Pauline Latto                                                             | Atletismo                 | Jabalina F37 femenino                            |
| Robert Matthews                                                           | Atletismo                 | 5000 m T11 masculino                             |
| Robert Matthews                                                           | Atletismo                 | Maratón T11 masculino                            |
| Allan Stuart                                                              | Atletismo                 | 400 m T20 masculino                              |
| Stephen Payton                                                            | Atletismo                 | 400 m T38 masculino                              |
| Darren Westlake                                                           | Atletismo                 | 1500 m T12 masculino                             |
| Stephen Brunt                                                             | Atletismo                 | Maratón T12 masculino                            |
| Mark Brown                                                                | Atletismo                 | Maratón T46 masculino                            |
| Dan Greaves                                                               | Atletismo                 | Disco F44 masculino                              |
| Christopher Martin                                                        | Atletismo                 | Jabalina F33 masculino                           |
| Michael Churm Stephen Payton Lloyd Upsdell Stephen Cooper Stephen Herbert | Atletismo                 | 4 × 100 m T38 masculino                          |
| Robert Allen                                                              | Ciclismo en pista         | 1 km contrarreloj tándem clase abierta masculino |
| Thomas Evans                                                              | Ciclismo en ruta          | Ruta CP3 mixto                                   |
| Emma Mounkley                                                             | Natación                  | 50 m libre S14 femenino                          |
| Emma Mounkley                                                             | Natación                  | 50 m mariposa S14 femenino                       |
| Nyree Lewis                                                               | Natación                  | 100 m espalda S6 femenino                        |
| Fiona Neale                                                               | Natación                  | 100 m espalda S8 femenino                        |
| Sarah Bailey                                                              | Natación                  | 100 m espalda S10 femenino                       |
| Melanie Easter                                                            | Natación                  | 100 m libre S12 femenino                         |
| Tracy Wiscombe                                                            | Natación                  | 200 m libre S14 femenino                         |
| Elaine Barrett                                                            | Natación                  | 200 m estilos SM11 femenino                      |
| Jeanette Esling Emily Jennings Sarah Bailey Lana Ferguson                 | Natación                  | 4 × 100 m estilos (34 ptos.) femenino            |
| James Anderson                                                            | Natación                  | 50 m espalda S2 masculino                        |
| James Anderson                                                            | Natación                  | 50 m libre S2 masculino                          |
| James Anderson                                                            | Natación                  | 100 m libre S2 masculino                         |
| Kenneth Cairns                                                            | Natación                  | 50 m libre S3 masculino                          |
| Kenneth Cairns                                                            | Natación                  | 200 m libre S3 masculino                         |
| David Roberts                                                             | Natación                  | 100 m espalda S7 masculino                       |
| David Roberts                                                             | Natación                  | 400 m libre S7 masculino                         |
| Matthew Walker                                                            | Natación                  | 50 m libre S7 masculino                          |
| Darren Leach                                                              | Natación                  | 50 m libre S12 masculino                         |
| Ritchie Barber                                                            | Natación                  | 50 m mariposa S7 masculino                       |
| James Crisp                                                               | Natación                  | 100 m mariposa S9 masculino                      |
| Ian Sharpe                                                                | Natación                  | 100 m mariposa S12 masculinox                    |
| Francis Dart Chris Hendy Chris Pugh Peter Snashall                        | Natación                  | 4 × 100 m libre S14 masculino                    |
| Tim Reddish Christopher Holmes Darren Leach Ian Sharpe                    | Natación                  | 4 × 100 m estilos S11-13 masculino               |
| Sascha Kindred David Roberts Giles Long James Crisp Paul Noble Marc Woods | Natación                  | 4 × 100 m estilos (34 ptos.) masculino           |
| James Rawson Neil Robinson Stefan Trofan                                  | Tenis de mesa             | Equipo 3 masculino                               |
| Kathleen Smith                                                            | Tiro de arco              | Individual W1/W2 femenino                        |
| Anita Chapman Kathleen Smith Jane White                                   | Tiro de arco              | Equipo clase abierta femenino                    |
| Bronce                                                                    |                           |                                                  |
| Tracey Hinton                                                             | Atletismo                 | 200 m T11 femenino                               |
| Tracey Hinton                                                             | Atletismo                 | 400 m T11 femenino                               |
| Deborah Brennan                                                           | Atletismo                 | 100 m T34 femenino                               |
| Paul Williams                                                             | Atletismo                 | Disco F35 masculino                              |
| Paul Williams                                                             | Atletismo                 | Jabalina F35 masculino                           |
| Paul Williams                                                             | Atletismo                 | Peso F35 masculino                               |
| Richard White                                                             | Atletismo                 | 100 m T35 masculino                              |
| Richard White                                                             | Atletismo                 | 200 m T35 masculino                              |
| Stephen Payton                                                            | Atletismo                 | 100 m T38 masculino                              |
| Stephen Payton                                                            | Atletismo                 | 200 m T38 masculino                              |
| David Holding                                                             | Atletismo                 | 100 m T54 masculino                              |
| Danny Crates                                                              | Atletismo                 | 400 m T46 masculino                              |
| Stephen Cooper                                                            | Atletismo                 | 800 m T38 masculino                              |
| Noel Thatcher                                                             | Atletismo                 | 10 000 m T12 masculino                           |
| Daniel West                                                               | Atletismo                 | Disco F34 masculino                              |
| Stephen Miller                                                            | Atletismo                 | Disco F51 masculino                              |
| Heindrich Swanepol                                                        | Atletismo                 | Jabalina F12 masculino                           |
| Jonathan Ward                                                             | Atletismo                 | Peso F13 masculino                               |
| Nicola Tustain                                                            | Hípica                    | Doma individual grado II mixto                   |
| Kay Gebbie                                                                | Hípica                    | Doma individual grado IV mixto                   |
| Nicholas Slater                                                           | Levantamiento de potencia | –100 kg masculino                                |
| Jeanette Chippington                                                      | Natación                  | 50 m libre S6 femenino                           |
| Jeanette Chippington                                                      | Natación                  | 100 m libre S6 femenino                          |
| Tracy Wiscombe                                                            | Natación                  | 50 m libre S14 femenino                          |
| Tracy Wiscombe                                                            | Natación                  | 100 m libre S14 femenino                         |
| Nyree Lewis                                                               | Natación                  | 100 m braza SB5 femenino                         |
| Lana Ferguson                                                             | Natación                  | 100 m braza SB9 femenino                         |
| Elaine Barrett                                                            | Natación                  | 100 m braza SB12 femenino                        |
| Kirsty Stoneham                                                           | Natación                  | 100 m libre S12 femenino                         |
| Margaret McEleny                                                          | Natación                  | 150 m estilos SM4 femenino                       |
| Melanie Easter                                                            | Natación                  | 200 m estilos SM12 femenino                      |
| Emma Mounkley                                                             | Natación                  | 200 m estilos SM14 femenino                      |
| Margaret McEleny Jane Stidever Jeanette Chippington Nyree Lewis           | Natación                  | 4 × 50 m estilos (20 ptos.) femenino             |
| Darren Leach                                                              | Natación                  | 100 m braza SB12 masculino                       |
| Darren Leach                                                              | Natación                  | 100 m libre S12 masculino                        |
| James Crisp                                                               | Natación                  | 100 m libre S9 masculino                         |
| James Crisp                                                               | Natación                  | 400 m libre S9 masculino                         |
| Wayne Ryding                                                              | Natación                  | 100 m braza SB6 masculino                        |
| Matthew Walker                                                            | Natación                  | 100 m braza SB7 masculino                        |
| Jody Cundy                                                                | Natación                  | 100 m espalda S10 masculino                      |
| Ian Sharpe                                                                | Natación                  | 50 m libre S12 masculino                         |
| Dervis Konuralp                                                           | Natación                  | 50 m libre S13 masculino                         |
| Christopher Fox                                                           | Natación                  | 400 m libre S13 masculino                        |
| Kenneth Cairns Paul Johnston Sascha Kindred David Roberts                 | Natación                  | 4 × 50 m libre (20 ptos.) masculino              |
| Catherine Mitton                                                          | Tenis de mesa             | Individual 1-2 femenino                          |
| Deanna Coates                                                             | Tiro                      | Rifle de aire de pie SH1 femenino                |
| Simon Jackson                                                             | Yudo                      | –81 kg masculino                                 |